# Tahunan Baru
Tahunan Baru is een bestuurslaag in het regentschap Pacitan van de provincie Oost-Java, Indonesië. Tahunan Baru telt 2578 inwoners (volkstelling 2010).